# فيلا جاؤول

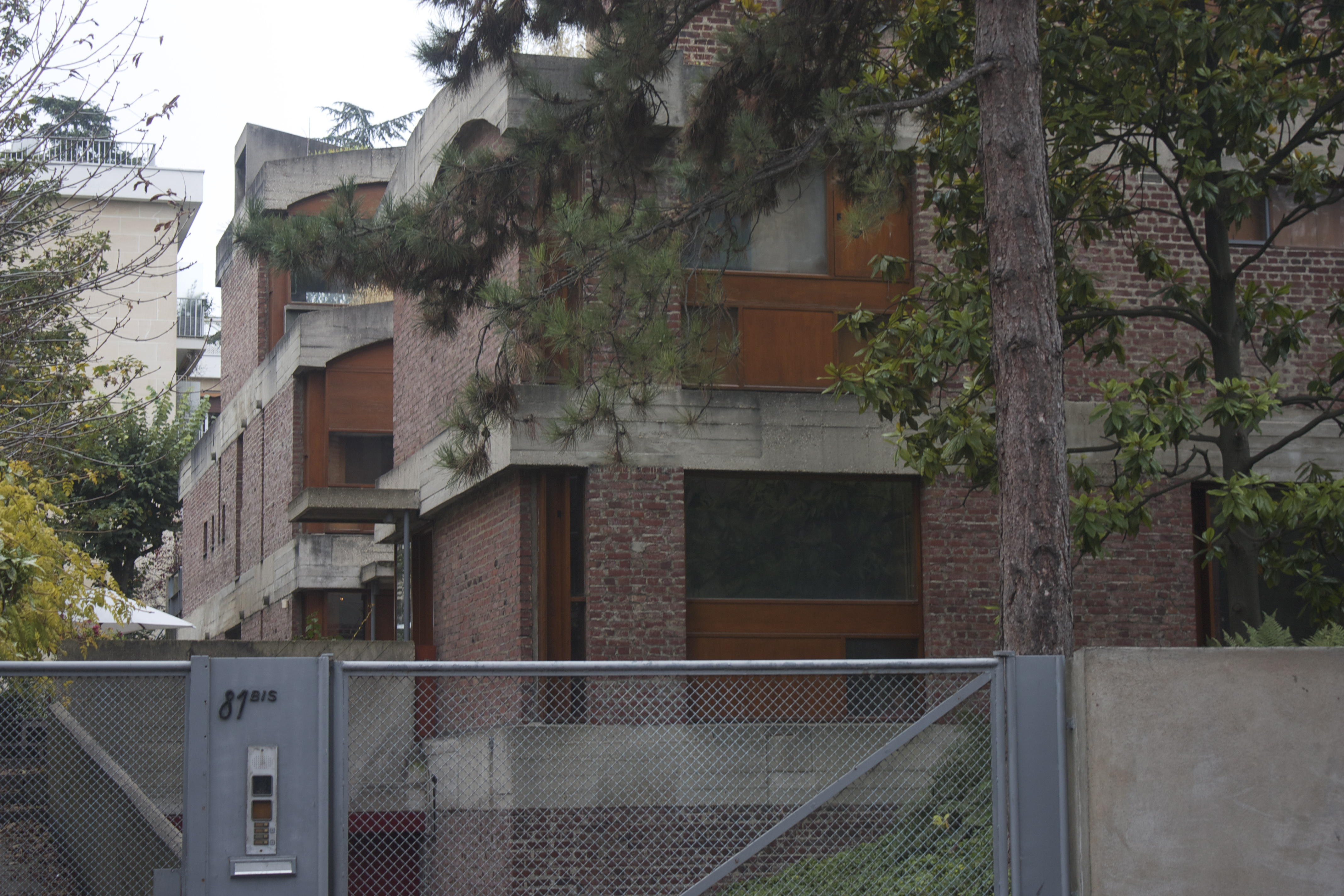

منازل جاؤول (بالفرنسية: Maisons Jaoul) هي فيلا مكونة من منزلين، تقع في ضواحي مدينة باريس، وتحديدا نويي-سور-سين. صممها المعمار لو كوربوزييه بين عاميّ 1954 و 1956. وهي محمية منذ عام 1966، حيث تُعتبر أحد المعالم التاريخية في المنطقة.

## تاريخ
تم تصميم مباني الفيلا في عام 1937 لأندريه جاؤول وابنه ميشيل. لكنها لم تُنفذ إلا بعد الحرب العالمية الثانية. وقد كانت هذه المباني مملوكة لفترة زمنية للمليونير الإنجليزي لورد بلامبو. أما الآن، فيعود المبنيان إلى إختين تعيشان هناك مع عائلتيهما. وقد قامت الحكومة الفرنسية بحماية هذين المبنيين كمعالم تاريخية منذ 1966.

## التصميم
جاء تصميم فيلا جاؤول على شكل مجموعة من الحجوم تغطيها أسقف خرسانية مسلحة ذات ملمس خشن، بشكل أقبية قطاعية المقطع (Segmental Vaults). أما الجداران فكانت من الطوب والخشب بشكل مختلف تماما عن تصاميم العشرينات التي تميزت بشكل الصندوق الأبيض المرتفع عن الأرض والممتد إلى منظومة من الأعمدة الخرسانية المسلحة ذات المقطع الدائري، وبنوافذ أفقية مستمرة على طول الواجهة. ليس من السهل تبرير لجوء لو كوربوزييه في هذهين المشروعين إلى تصاميم ذات طابع شاعري رومانسي، خاصة في ضوء أفكاره المبكرة عن النمذجة والتصنيع بالجملة، والتشبه بالآلة أو السفينة البخارية الضخمة. لكن ما من شك في أن هذهين المشروعين يقدمان دليلا على قدرة لو كوربوزييه الفائقة على إعادة قراءة المكان والحدث، وتقدم تأويلات متجددة للتصميم المعماري في ضوء تلك المتغيرات

## جاليري

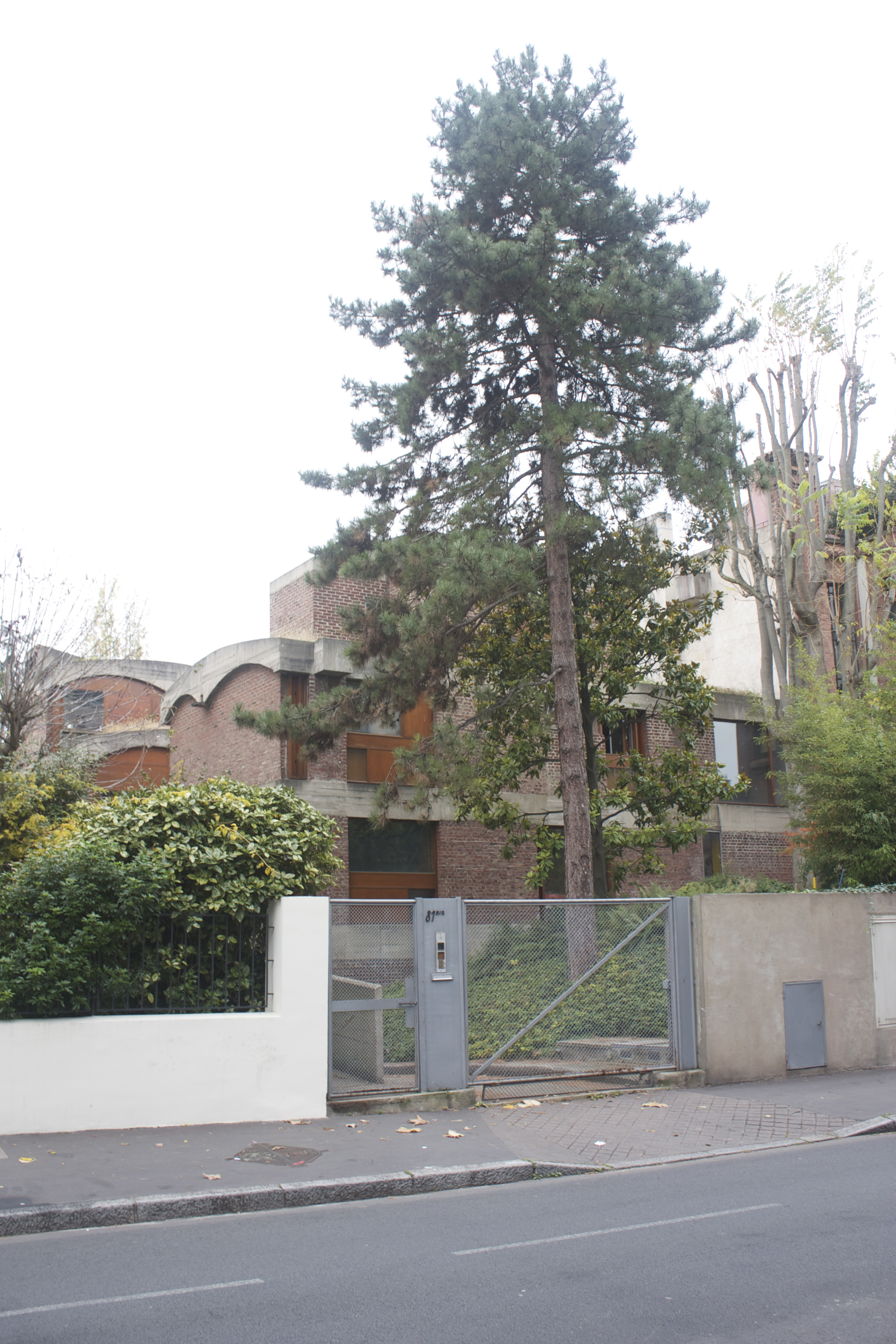

## وصلات خارجية
- فيلا جاؤول - لو كوربوزييه
- فيلا جاؤول
- مجسم ثلاثي الأبعاد لفيلا جاؤول